# Sensation (álbum discográfico)
Sensation es el título del quinto  álbum de estudio de Las Trillizas de Oro y el primero de distribución internacional bajo el nombre de Trix. Tuvo su lanzamiento oficial en 1981 y alcanzó los primeros puestos en las listas de éxitos de Japón, Alemania, Italia y Holanda con canciones como "Fantasy" y "I Like Your Love" entre otras. 

## Antecedentes y lanzamiento
Para 1980 luego de haber tomado relevancia en Europa por ser coristas de Julio Iglesias, Las Trillizas reciben el llamado de Sony Music para lanzar su carrera a nivel internacional con sede en Alemania con la grabación de un LP lo cual aceptan.
Grabaron 10 canciones en febrero de 1981 en Alemania bajo la producción de Jimmy Lim y Giorgio Moroder (productor de ABBA).
El disco se publicó con el nombre de Trix  y Sensation bajo CBS Sony Music y Jupiter Records en Alemania, Japón, Italia, Holanda y  Sur Corea.

## Rendimiento comercial
El primer sencillo lanzado fue "Fantasy" para mayo de 1981, esta canción fue la más vendida de la historia del trío ingresando como "revelación" en la lista Billboard y en el puesto 59 en las listas de éxitos de Alemania manteniéndose 12 semanas en esta posición.
A este sencillo le siguió "C'est La Vie" la cual logró el primer número uno en Alemania, "I Like Your Love" logró un éxito inesperado para el grupo ya que arrasó en ventas en Japón posicionados 2 semanas en el número uno, como relatavan las Trillizas en 2018 en Holanda la canción  "Got To Get The Feeling Again" acaparo las listas del país y hasta la actualidad es la canción favorita de las hermanas.
El sencillo "Just Wanna Dance Tonight(Do Ki Do Ki Sensation)" lanzado en Japón no obtuvo tanto éxito como los anteriores.
En 1992 la discográfica reedita Sensation en formato Casete y LP.

## Promoción
La promoción del primer disco internacional del trío se concentró principalmente en Europa y Japón. El primer corte de difusión fue Fantasy, canción con la que asistieron a programas emblemáticos de la época como Musikladen o Top Of The Pops.
Luego I Like Your Love y C' est la Vie fueron protagonistas de la promoción en Alemania y Japón. Asistieron al programa Noche de Gigantes en el cual cantaron sorpresivamente el lado B del sencillo de Fantasy titulado "Showdon"
| Año  | Programa          | Intervención                                                                     |
| ---- | ----------------- | -------------------------------------------------------------------------------- |
| 1981 | Musikladen        | Intepretación de "C´est La Vie"                                                  |
| 1981 | Top Of The Pops   | Interpretación de "Fantasy"                                                      |
| 1981 | Die Pyramide      | Interpretación de "Alfonsina y el Mar" y "Cést la Vie                            |
| 1981 | Show Express      | Intepretación de "Close To You" de The Carpenters y "Fantasy"                    |
| 1981 | WWF Club          | Interpretación de "You Are the Sunshine of My Life" de Stevie Wonder y "Fantasy" |
| 1981 | ZDF Gestatten     | Interpretación de "i Like Your Love" y "C´est la Vie"                            |
| 1981 | Patatrac          | Interrpetaciónm de "C´est la Vie" y "Patatrac"                                   |
| 1981 | Musikladen        | Interrpetación de "Fantasy"                                                      |
| 1981 | Noche de Gigantes | Interrpetación de "Fantasy", "Showdown"                                          |

## Lista de canciones
| Sensation |                                |                               |          |  |
| N.º       | Título                         | Letras                        | Duración |  |
| 1.        | «Fantasy»                      | P. Bellotte, S. Levay         | 3:32     |  |
| 2.        | «I Like Your Love»             | G. Bastow                     | 3:32     |  |
| 3.        | «Never Give Up On Love»        | T. Touchton, E. Bashon        | 3:20     |  |
| 4.        | «A Man With Attraction»        | T. Levay, T. Touchton         | 3:30     |  |
| 5.        | «Another Time, Another Place»  | J. Lim, T. Levay, T. Touchton | 3:22     |  |
| 6.        | «C'est La Vie»                 | T. Winter                     | 4:47     |  |
| 7.        | «Got To Get The Feeling Again» | G. Bastow                     | 3:24     |  |
| 8.        | «So Close To Heaven»           | T. Winter                     | 4:06     |  |
| 9.        | «I'm Still In Love With You»   | T. Levay, T. Touchton         | 3:41     |  |
| 10.       | «Just Wanna Dance Tonight»     | J. Lim, T. Touchton           | 3:40     |  |

## Posicionamiento en las listas

### Sencillos
| Año  | Canción                        | Lista de éxitos | Posición más alta | Ref         |
| ---- | ------------------------------ | --------------- | ----------------- | ----------- |
| 1981 | "I Like Your Love"             | Japón           | 1                 | [ 1 ]       |
| 1981 | "Got To Get The Feeling Again" | Holanda         | 1                 | [ 1 ]       |
| 1981 | "C'est La Vie"                 | Alemania        | 1                 | [ 1 ]       |
| 1981 | "Fantasy"                      | U.S.A Billboard | 5                 | [ 1 ]       |
| 1981 | "Fantasy"                      | Alemania        | 5                 | [ 2 ]       |
| 1982 | "C'est La Vie"                 | Italia          | 54                | [ 3 ] [ 4 ] |